# Zmienne sprzężone (termodynamika)
Zmienne sprzężone – w termodynamice pary zmiennych wielkości fizycznych, których iloczyny wyrażają zmiany energii.
Energia wewnętrzna i pozostałe potencjały termodynamiczne układu wyrażone są za pomocą par sprzężonych zmiennych takich jak ciśnienie/objętość, temperatura/entropia. Dla wszystkich układów mechanicznych, niewielki przyrost energii jest iloczynem siły i niewielkiego przesunięcia. Podobna sytuacja ma miejsce w termodynamice. Przyrost energii układu termodynamicznego może być wyrażony jako suma działania pewnych „sił uogólnionych” i odpowiadających im „uogólnionych przesunięć”. Iloczyn tych dwóch wielkości stanowi przepływ energii jako rezultat oddziaływania. Te „siły” i związane z nimi „przemieszczenia” nazywane są zmiennymi sprzężonymi. Termodynamiczna „siła” jest zawsze zmienną intensywną, natomiast „przesunięcie” jest zawsze zmienną ekstensywną. Wynikiem jest ekstensywna zmiana energii (praca lub ciepło). Zmienna intensywna („siła”) jest pochodną energii wewnętrznej po zmiennej ekstensywnej („przesunięcie”) przy stałych pozostałych zmiennych intensywnych.
Najczęściej używanymi w termodynamice zmiennymi sprzężonymi są (obok podano jednostki układu SI):
Zmienne sprzężone parametrów mechanicznych:
- ciśnienie: p  (Pa = J m−3)
- objętość: V  (m³ = J Pa−1)

lub bardziej ogólnie
- naprężenie: {\displaystyle \sigma _{ij}} (Pa = J m−3)
- V × odkształcenie: {\displaystyle V\times \varepsilon _{ij}} (m³ = J Pa−1)

Zmienne sprzężone parametrów temperaturowych:
- temperatura: T  (K)
- entropia: S  (J K−1)

Zmienne sprzężone parametrów materiałowych:
- potencjał chemiczny: μ (J)
- liczność materii: N lub n (wyrażona jako liczba cząstek lub moli)

## Przykład
Dla układu z dwoma różnymi rodzajami cząstek, zmiana energii wewnętrznej jest wyrażona przez:
{\displaystyle \mathrm {d} U\leqslant T\mathrm {d} S-P\mathrm {d} V+\mu _{1}\mathrm {d} N_{1}+\mu _{2}\mathrm {d} N_{2},}
gdzie:
- {\displaystyle U} – energia wewnętrzna,
- {\displaystyle T} – temperatura,
- {\displaystyle S} – entropia,
- {\displaystyle p} – ciśnienie,
- {\displaystyle V} – objętość,
- {\displaystyle \mu _{i}} – potencjał chemiczny cząstek rodzaju {\displaystyle i,}
- {\displaystyle N_{i}} – liczb cząstek rodzaju {\displaystyle i} w układzie.

W powyższym równaniu równość zachodzi dla procesu odwracalnego.
Dla odwracalnego procesu termodynamicznego i mieszaniny i substancji chemicznych, bilans energii wyrażony jest przez:
{\displaystyle \mathrm {d} U=T\mathrm {d} S-P\mathrm {d} V+\sum _{i}\mu _{i}\mathrm {d} N_{i}.}

## Sprzężenie ciśnienie/objętość i naprężenie/odkształcenie
Jako przykład rozważmy parę zmiennych sprzężonych pV. W tym przykładzie, ciśnienie działa jak „siła uogólniona” – różnica ciśnień wymusza zmianę objętości. Iloczyn tych wielkości stanowi energię jaką traci układ w wyniku wykonania pracy mechanicznej. Ciśnienie jest siłą wymuszającą, zmiana objętości jest wielkością towarzyszącą temu wymuszeniu. Obydwie wielkości tworzą tzw. zmienne sprzężone.
Powyższe jest prawdziwe tylko dla płynów o zerowej lepkości. W przypadku płynów lepkich, plastycznych oraz elastycznych ciał stałych, ciśnienie jest uogólnione do tensora naprężenia, a zmiana objętości jest uogólniona do objętości pomnożonej przez tensor odkształcenia. Te wielkości również tworzą parę zmiennych sprzężonych. Jeśli {\displaystyle \sigma _{ij}} jest {\displaystyle ij} składnikiem tensora naprężenia, a {\displaystyle \varepsilon _{ij}} jest {\displaystyle ij} składnikiem tensora odkształcenia, wykonana praca mechaniczna jest wynikiem wymuszenia przez naprężenie odpowiadającego odkształcenia.
{\displaystyle \delta w=-V\sum _{ij}\sigma _{ij}d\varepsilon _{ij}}
lub, używając notacji Einsteina dla tensorów, dla których zakłada się powtarzanie się wskaźników:
{\displaystyle \delta w=-V\sigma _{ij}d\varepsilon _{ij}.}
W przypadku czystego ściskania (bez sił ścinających), tensor naprężenia jest ujemną wielkością ciśnienia pomnożoną przez tensor jednostek – tak więc:
{\displaystyle \delta w=-V\,(-P\delta _{ij})\,d\varepsilon _{ij}=PVd\varepsilon _{kk}.}
Ślad macierzy tensora odkształcenia {\displaystyle (\varepsilon _{kk})} jest ułamkową zmianą objętości, tak więc powyższe równanie redukuje się do {\displaystyle \delta w=PdV.}

## Sprzężenie temperatura/entropia
W podobny sposób różnica temperatur pociąga za sobą zmianę entropii. Iloczyn tych wielkości stanowi przepływ energii w postaci ciepła. Sprzężenie temperatury i entropii daje w rezultacie nie pracę, ale ciepło, jest to jedyny wyjątek. Iloczyn wszystkich pozostałych zmiennych sprzężonych daje w wyniku pracę.

## Sprzężenie potencjał chemiczny/liczba cząstek
Potencjał chemiczny działa jak „siła” powodująca wzrost liczby cząstek. W przypadku mieszanin chemicznych lub substancji o różnych stanach fazowych, wykorzystanie takiego sprzężenia jest bardzo użyteczne. Na przykład układ zbiornika zawierającego wodę i parę wodną jest nośnikiem potencjału chemicznego (o wartości ujemnej) dla cieczy, kiedy cząstki cieczy przechodzą do stanu pary (parowanie). Analogicznie można określić potencjał chemiczny dla pary, kiedy jej cząstki przechodzą do cieczy (kondensacja). Kiedy te dwie przeciwne „siły” zrównoważą się, następuje stan równowagi.

## Inne zmienne sprzężone
Istnieje wiele innych, poza termodynamiką, par zmiennych sprzężonych – zależnych od rodzaju pracy i rodzaju układu. Istnieje różnorodna notacja takich zmiennych. Najczęściej jest ona wspólna dla niżej przedstawionych par sprzężonych:
1. praca elektryczna: Sde (S – siła elektromotoryczna; de – przyrost ładunku elektrycznego)
2. praca w polu magnetycznym MdH (M – moment magnetyczny; dH – zmiana natężenia pola magnetycznego)
3. praca napięcia powierzchniowego: γdA (γ – napięcie powierzchniowe; dA – przyrost powierzchni)
4. praca odkształcenia sprężystego: FdL (F – siła; dL – odkształcenie)
5. praca w polu grawitacyjnym: ψdm (ψ – potencjał grawitacyjny; dm = zmiana masy)